# Claude LeBrun
Claude R. LeBrun (26 de novembro de 1956) é um matemático estadunidense. Professor de matemática da Universidade de Stony Brook, concentra suas pesquisas na geometria riemanniana de 4-variedades, ou tópicos relacionados em geometria complexa e diferencial.
LeBrun obteve um doutorado na Universidade de Oxford em 1980, orientado por Roger Penrose., obtendo no mesmo ano um cargo na faculdade de Stony Brook. Desde então trabalhou no Institut des Hautes Études Scientifiques, Mathematical Sciences Research Institute e Instituto de Estudos Avançados de Princeton.
LeBrun foi palestrante convidado (Invited Speaker) no Congresso Internacional de Matemáticos de 1994. Em 2012 foi eleito fellow da American Mathematical Society.